# FC Stal Cheboksary
Azamat Cheboksary fue un club de fútbol de Cheboksary, República de Chuvasia, Federación Rusa.
Se identificaba con los colores Bordo y Celeste. Estuvo en actividad en un período de 29 años (Desde 1965 a 1994).
Disputaba sus encuentros en el "Estadio Olímpico de Cheboksary".
- Unión Soviética

Desde 1965 a 1973 y 1978 a 1991 compitió en la Pervaya Liga.
Desde 1973 a 1978 participó en la Segunda División Soviética de Fútbol.
- Federación Rusa

Desde 1991 a 1993 compitió en la SOGAZ Primera División Rusa.
Desde 1993 a 1994 compitió en la Segunda División Rusa.

## Cronología de sus Nombres
- 1965-1977 = F.C. Energía Cheboksary
- 1977-1991 = F.C. Stal Cheboksary
- 1991-1994 = F.C. Azamat Cheboksary

- Figuras

Una de las pocas figuras que tuvo el club fue el arquero debutante en 1990: Aleksandr Filimonov.